# Salvador Miranda
Salvador Miranda (L'Avana, 18 ottobre 1939 – Miami Beach, 1º giugno 2024) è stato un bibliografo, bibliotecario e storico cubano naturalizzato statunitense.
Fu bibliotecario dell'Università della Florida a Gainesville, oltre che autore di numerosi articoli di storia ecclesiastica.

## Biografia
Salvador Miranda nacque il 18 ottobre 1939 a L'Avana. Dopo aver completato gli studi superiori al Colegio de Belén dell'Havana, dipendente dall'omonimo collegio gesuita maschile di Miami, frequentò la facoltà di Giurisprudenza dell'Università dell'Avana.
Nel '61, partecipò alla fallita invasione della Baia dei Porci e, dopo la Rivoluzione cubana del 1963, si trasferì a Porto Rico per studiare Scienze Umanistiche nell'università locale.
Conseguì il Bachelor of Arts in storia e filosofia all'Università Cattolica San Tommaso di Miami Gardens, un master in storia dell'Europa moderna all'Università di Villanova nel 1974 e un Master of Science in scienze dell'informazione e bibliotecarie all'Università statale della Florida nel '76. In seguito, fu assunto come bibliografo per i Paesi latinoamericani e caraibici dalle biblioteche dell'Università della Florida a Gainesville, dove rimase fino al 2011, anno del suo ritiro dalla vita accademica.
In segno di apprezzamento per le sue ricerche, il vescovo Cipriano Calderón Polo, direttore e fondatore dell'edizione spagnola del quotidiano L'Osservatore Romano e vicepresidente della Pontificia commissione per l'America Latina, col quale ebbe per anni uno scambio epistolare riguardo alla storia dell'episcopato, nel 1999 lo invitò a tenere una relazione al convegno sul centenario del primo incontro continentale dei vescovi dell'America Latina.
Nel 2010, digitalizzò e condivise su Internet l'edizione ampliata della sua tesi dal titolo The Sacred College of Cardinals in the 20th Century (1903-1973): Developments, Documents and Biographies (Il Sacro Collegio dei Cardinali nel XX secolo (1903-1973): sviluppi, documenti e biografie).
Dati da lui raccolti furono in seguito citati come fonti nei seguenti periodici: The New York Times, Cleveland Plain Dealer, Religion News Service, La Stampa e The Wall Street Journal.

### The Cardinals of the Holy Roman Church
Salvador Miranda legò il suo nome in modo particolare al sito The Cardinals of the Holy Roman Church, iniziativa avviata a partire dal 1998 consistente in una base dati particolarmente dettagliata sui componenti del Sacro Collegio dalle origini a oggi. Il sito fu in seguito inserito nel progetto di conservazione del web della Biblioteca del Congresso denominato MINERVA Web Preservation Project.
Miranda fu autore anche del sito Episcopologio de la Iglesia Católica en Cuba (1517-2015).